# 松本勝太郎
松本 勝太郎（まつもと かつたろう、1874年〈明治7年〉4月13日 - 1959年〈昭和34年〉2月2日）は、明治後期から昭和期の実業家、政治家、広島県多額納税者。貴族院多額納税者議員、第12代呉市長。土木鉱業運輸業。松本組代表。呉商工会議所顧問。

## 経歴
広島県賀茂郡広村（現・呉市）出身。石灰製造業・松本栄助の息子。13歳の時に父・栄助が福山市外の新開地に綿繰工場を経営するために、一家は福山に移住した。
15歳の時に福山中学校を退学して呉に戻った。1893年（明治26年）に家督を相続した。
台湾で土木建築請負業を始めた。松本組社長、呉工業社長、広島瓦斯電軌社長（広島ガス・広島電鉄）、芸南電気軌道社長、京城商工会議所議員、朝鮮土木建築協会長などを歴任。
1925年（大正14年）広島県多額納税者として貴族院多額納税者議員に互選され、同年9月29日に就任し、同和会に所属し1947年（昭和22年）5月2日の貴族院廃止まで在任。1928年（昭和3年）第14回万国議員商事会議、第25回列国議会同盟会議に出席のためヨーロッパに外遊した。
また、1935年（昭和10年）6月から1936年（昭和11年）9月まで呉市長を務めた。

## 人物
処世の信条は「権利よりも義務、忍耐節約」。宗教は真宗。趣味は園芸、囲碁。住所は呉市中通1丁目。東京宅は渋谷区穏田。

## 著作
- 『海外を巡りて』日本評論社、1929年。

## 家族・親族
松本家
- 父・栄助（石灰製造業） - 栄助は明治初年頃より広村の海岸字小坪と長浜の2ヶ所で石灰製造に励んだ[7]。
- 長男・俊一（1897年 - 1987年、外交官）[10]
- 二男・栄一（1900年 - 1984年、文学博士）[6]
- 三男・賢一（1903年 - 1990年、呉市長、参議院議員）[11]
- 四男[2]
- 長女[2]
- 養子[2]